# Breviterebra laticlypeata
Breviterebra laticlypeata là một loài tò vò trong họ Ichneumonidae.